# Ян Золна
Ян Золна (словац. Jan Zolna, нар. 27 травня 1978) — словацький футболіст, що грав на позиції воротаря. Відомий за виступами у командах української вищої ліги, найвищих дивізіонів Казахстану та Румунії.

## Клубна кар'єра
Ян Золна розпочав свою футбольну кар'єру в нижчоліговому словацькому клубі «Чаня». У 2001 році Золна став гравцем футбольного клубу «Гуменне», який на той час грав у другому словацькому дивізіоні. На здібного воротаря звернули увагу скаути донецького «Шахтаря», і футболіст навіть побував на перегляді в донецькому клубі та з'їздив із клубом на передсезонний збір до ОАЕ, проте керівники донецького клубу утримались від підписання контракту із маловідомим словаком. Проте на голкіпера звернули увагу селекціонери запорізького «Металурга», із яким Золна й підписав контракт. Дебютував словацький воротар у вищій українській лізі 7 квітня 2002 року в матчі проти сімферопольської «Таврії». Проте основним воротарем словак так і не став, частіше сидів у запасі, провів також 10 матчів за другу команду «Металурга». На початку 2004 року керівництво запорізького клубу віддало Яна Золну в оренду до іншого вищолігового клубу — луцької «Волині». За лучан Золна грав протягом другої половини сезону 2003—2004, та провів за волинян 10 матчів, у яких пропустив 11 м'ячів. У липні 2004 року словацький голкіпер ще з кількома футболістами повернувся із піврічної оренди до Запоріжжя, проте так і не став основним голкіпером команди, і до кінця 2004 року зіграв лише 1 матч в основному складі запоріжців. У грудні 2004 року Ян Золна отримав статус вільного агента. З початку 2005 року словацький воротар грав у чемпіонаті Казахстану за клуб «Атирау». З початку сезону 2006—2007 футболіст грав за румунський клуб «Васлуй» із найвищого румунського дивізіону. У січні 2007 року зробив спробу повернутись до українського чемпіонату, та приїхав на перегляд до «Кривбасу», але не підійшов криворізькому клубові. Пізніше Ян Золна знаходився у складі чеського клубу вищого дивізіону «Брно» із однойменного міста, але в основному складі команди так і не зіграв. Далі словацький голкіпер поїхав до Англії, де грав за місцеві команди сьомого дивізіону «Вейкфілд» та «Ворксоп Таун». 2012 року повернувся на батьківщину, де ще 8 років грав в нижчолігових «Вранові», «NMSK 1922» і «Сенеці».